# Athens Open 1994
L'Athens Open 1994 è stato un torneo di tennis giocato sulla terra rossa. È stata la 9ª edizione del torneo, che fa parte della categoria World Series nell'ambito dell'ATP Tour 1994. Si è giocato ad Atene in Grecia dal 3 al 10 ottobre 1994.

## Campioni

### Singolare maschile
Alberto Berasategui ha battuto in finale  Óscar Martínez 4–6, 7–6(4), 6–3.

### Doppio maschile
Luis Lobo /  Javier Sánchez hanno battuto in finale  Cristian Brandi /  Federico Mordegan 5–7, 6–1, 6–4.